# Vitalyi Radetskyi
Vitalyi Hryhorovych Radetskyi, en ukrainien : Віталій Григорович Радецький, né le 1er janvier 1944 à Khrystynivka,  est un homme politique ukrainien né le 1er janvier 1944 qui occupait le poste de ministre de la défense d'Ukraine.

## Biographie
Il fut élève de l'Académie militaire Frounze en 1988.
Il a été le Ministre de la défense d'Ukraine de 8 octobre 1993 au 25 août 1994, il fut commandant du district militaire d'Odessa en 1992–1993 avant sa transformation en Commandement opérationnel sud et de la 6e armée blindée de la Garde en 1991 et 1992. 